# Печать Японского государства

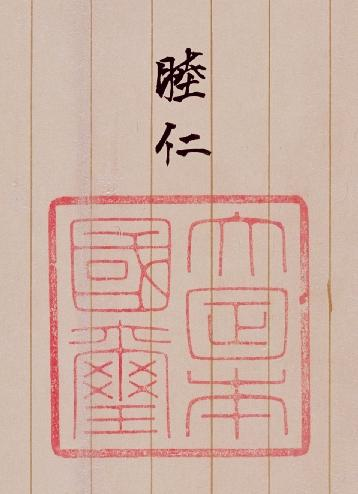
Оттиск печати и подписи Императора Мэйдзи на Конституции 1889 года.

Печать Японского государства (яп. 国璽, こくじ), [kokud͡ʑi] — официальная печать Японского государства. Используется для утверждения важных государственных и межгосударственных документов.

## Краткие сведения
Государственная печать Японии изготовлена из чистого золота в виде куба высотой стороны 9,09 см и весом 3,50 кг. Она содержит клише с иероглифической надписью «Печать Великой Японской державы» (яп. 大日本國璽). Выражение «Великой Японской (яп. 大日本), состоящее из трех иероглифов, расположенных справа, а словосочетание «Печать державы (яп. 國璽), состоящее из двух иероглифов, расположенное слева. Императорская печать имеет примерно такие же параметры как и печать Императора Японии.
Впервые государственная печать была утверждена в 1872 году, во время реставрации Мэйдзи. До этого её функции выполняла Императорская печать. Государственная печать производилась из бронзы и была немного меньше печати Императора. В 1874 году правительство утвердило окончательный вид Государственной печати, полностью напоминавшую Императорскую печать за исключением клише.
В Японской империи за хранение и использование Государственной печати отвечал Министр печати. После 1945 ей заведуют служащие Управления Императорского двора Японии. Печать хранится в специальном кожаном футляре, завернутом в сиреневый и белый шелковые платочки. Так же как и для Императорской печати для её отпечатков используют киноварьный красный цвет. По традиции оттиск печати частично наступает на подпись.